# Xavier Schoellkopf
Xavier Schoellkopf (Serpoukhov près de Moscou, 6 août 1870 - Paris, 26 septembre 1911) est un architecte, considéré comme un des « maîtres de l'art nouveau parisien »,. Sur sa tombe, il est déclaré né en 1869.

## Jugement de Philippe Thiébaut
« Des architectes tels que Schœllkopf, Lavirotte et Wagon sont en grande partie responsables du discrédit dans lequel est rapidement tombé l'art nouveau.
Pour la chanteuse de cabaret Yvette Guilbert, il imagine un hôtel d'un kitsch propre à séduire une bourgeoise parvenue, soucieuse de son image. »

— Philippe Thiébaut, Guimard, L'art nouveau, Découvertes Gallimard, 2000, p. 63.

## Biographie

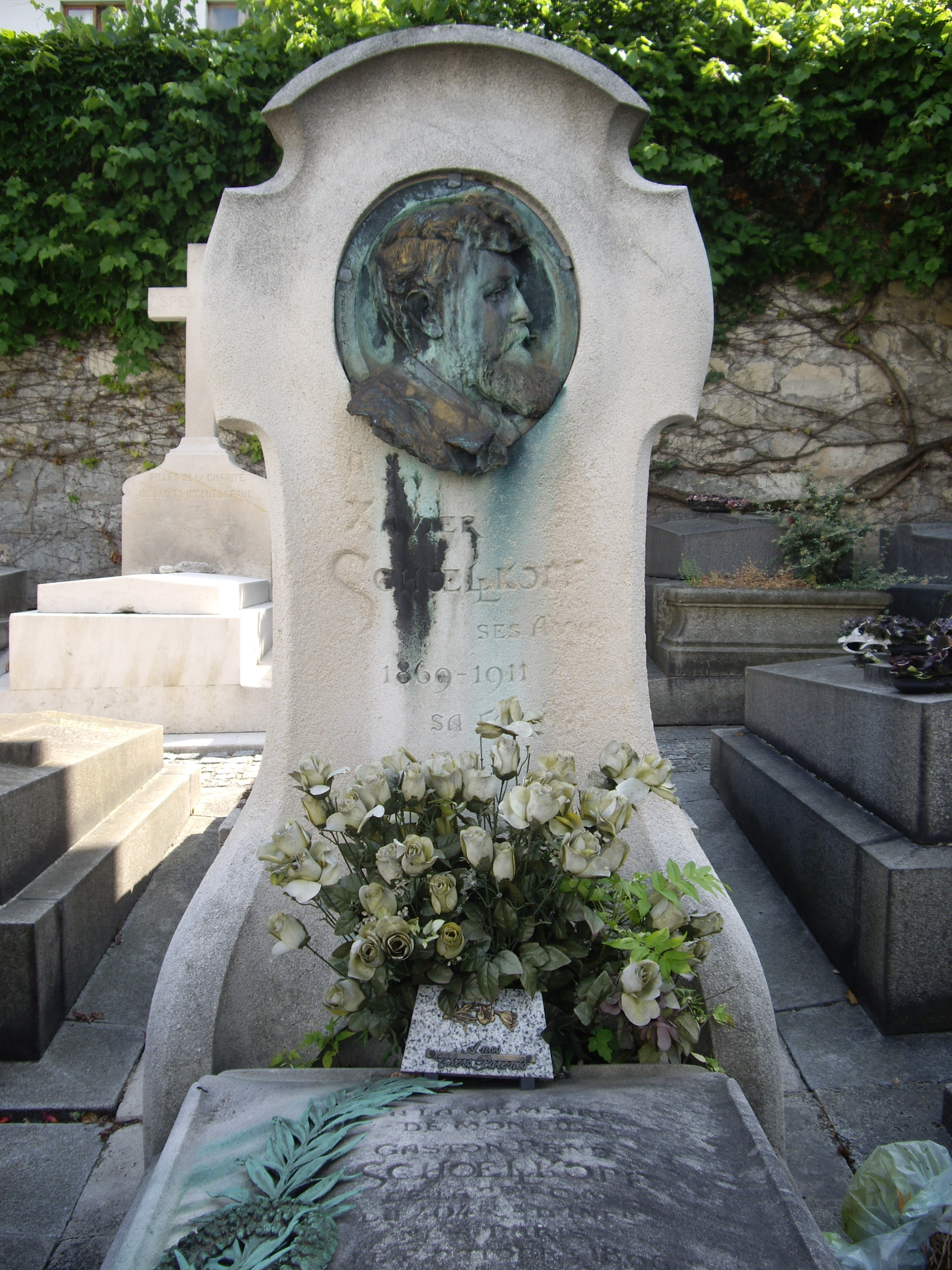
Tombe de Xavier Schoellkopf, signée Marcel Rouillère.

Son père était lui aussi artiste, dessinateur de fabrique et chimiste, il a notamment ramené de ce pays des peintures ses paysages.
Xavier (en fait François Xavier) Schoellkopf a étudié l'architecture avec Julien Guadet et Edmond Paulin aux Beaux-Arts. À l'époque, il habitait au 19, boulevard du Montparnasse. En 1889, année de son admission, il avait habité au 70, rue Gay-Lussac.
En 1900, au moment de la construction des 23 bis (qui devait e^tre numéroté 25) et 23 ter du boulevard Berthier, il a probablement croisé Albert Sélonier.
Marcel Rouillère a été son sculpteur aux 23 bis boulevard Berthier et  29 boulevard de Courcelles.
Crédité d'un vingtaine de constructions ou restaurations (référence 4.), il décède au 8 passage des Abbesses, et repose au cimetière Saint-Vincent (14ème division) à Paris.

## Réalisations
- 1897-1898 : immeuble, 4, avenue d'Iéna (attention à la nouvelle numérotation), Paris[5] (actuelle ambassade d'Iran). Trois étages à trois fenetres. Le rez-de-chaussée est précédé de neuf marches. Sous-sol. A l'avant: deux statues dont celle d'Avicenne. Reprise du projet de d'Edouard Georgé (1856-1897) dont il était l'assistant. Signature effacée par son successeur, Gustave Rives, qui a cru "mieux" faire. L'arrière, à structure métallique, au 16, rue Fresnel, qui abritait les écuries, est conservé et visible derrière une grande vitre. Voir les photos [5].
- 1898 : immeubles, 92-94 avenue de la République et, à angle aigu, 60 rue Servan, Paris 11e[6]. Pour Eugène et Ernest Bertrand. Dans l'ordre d'apparence: 94, 92 et 60. Deux superbes doubles portes en bois
- 1900 : hôtel pour Yvette Guilbert, 23 bis boulevard Berthier, Paris 17e[7],[8]. Des photos existent (balcons spécifiques). Remplacé dans les années 1920 (?) après avoir été vendu (après 1918) .
- 1902 : immeuble, 29 boulevard de Courcelles, Paris 17e[9]. Signé et daté avec Rouillère. Pour madame Bertrand (de L'Opéra). SIx étages et quatre fene^tres  en pierre blanche, sauf le bas. Le cinquième est différent des autres. Les remarquables quatrièmes fene^tres (à la verticale), surtout celle du sixième, brisent la symétrie. Les deux entrées à doubles portes métalliques se rejoignent dans le vestibule (analogie avec le 7-9, Place des Ternes de Jean Boussard en 1882). Tout est décoré à l'extérieur et à l'intérieur. Superbe rampe d'escalier qui s'arre^te au cinquième (à voir d'en bas et d'en haut). Ascenseur de classe. Grands appartements. Commerce au rez-de-chaussée. Raffiné.
- L'immeuble contigu (31 boulevard de Courcelles et 92 avenue Malesherbes) a été exhaussé et doté d'un escalier (non vu) analogue à celui du 29.
- 1906 : villa à Montbéliard. Voir  L'Architecture aux salons de 1906 Editions Guérinet, pl 132.
- 1908 : immeuble, 90 avenue Parmentier, Paris 11e[10]. Signé avec L Roulet entrepreneur (et propriétaire). Deux pierres différentes en façade qui comporte sept à dix fenetres avec deux bow-windows et en coin, qui possède une fenetre par étage. Sept étages. Commerces qu'on retrouve à l'arrière (au début de la rue Edouard Lockroy) qui est modeste et a des fene^tres différemment réparties. Belle allure.
- Villa pour M. Leroy, près de Rambouillet.
- Ferme pour M. Deutsch à Moret. Actuelle maison de vacances La Ferme de Montmartre au 3 rue Montmartre (77250 Moret-sur-Loing).
- Restauration du Café de Rohan au Palais-Royal, Paris.